# Хоменко, Юлий Александрович
Юлий Александрович Хоменко (20.10 .1961, Москва) — поэт, певец, педагог.

## Биография
Хоменко Юлий Александрович, поэт.
Родился в Москве (на Арбате) в семье архитектора.
Выпускник вокального факультета Музыкально-педагогического института им. Гнесиных (в наст. время — Российская академия музыки им. Гнесиных).
Участник поэтической студии Кирилла Ковальджи с её основания.
Дипломант Всероссийского конкурса вокалистов. Певец. Профессор вокала Венского университета музыки и искусств.
Автор 7 поэтических сборников:
- «В райском саду» (Москва. Московский рабочий. 1995)
- «Три берега» (совместно с Александром Говорковым и Кириллом Ковальджи) (Москва. РИФ «РОЙ» 1999)
- «Воздушные шары» (Журнал поэзии «Арион» Книжная серия. Москва. 2003)
- «Восьмое небо» (Москва, «Воймега» 2011)
- «Облако на ладони» (Москва, «Время» 2017)
- «Небо в перьях» (Москва, «Воймега» 2022)
- «Лётное поле» (Книжная серия журнала «Пироскаф», Москва, 2024)

Многочисленные публикации в журналах «Новый мир», «Арион», «Новая юность», «Интерпоэзия», «Пироскаф», «Литеrrатура», «Пролиткульт», «Юность», «Кольцо А», «Журнал ПОэтов», «Новый венский журнал» и др.
Критические высказывания и статьи о поэзии Юлия Хоменко в журналах
«Вопросы литературы», «Знамя», «Новый мир», «Арион», «Дружба народов», «Дети Ра», «Prosodia» и др.
Участник поэтических антологий,
в том числе антологии «Освобождённый Улисс. Современная русская поэзия за пределами России.» (М.: Новое литературное обозрение, 2004.)
Участник поэтических фестивалей
(в том числе «Московского биенале поэтов»)
Поэтические вечера и выступления в «Доме Литераторов», домах-музеях Маяковского и
Марины Цветаевой, музее современного искусства «Гараж» в Москве и др.
Выступления и интервью на радио и телевидении.
Член Союза писателей Москвы.
Женат. Двое детей, внук и внучка.
Живёт и работает в Вене.

## О работах Юлия Хоменко
- Алексей Алёхин — Горстка слов (опубликовано в журнале Новый мир, номер 1, 2024
- Андрей Пермяков — О времени… и ещё раз о времени (О книге Юлия Хоменко «Небо в перьях») (Опубликовано в журнале Интерпоэзия, номер 2, 2023)
- Борис Кутенков — Шесть книг. Заметки. (Опубликовано в журнале Новая Юность, номер 4, 2017)
- Андрей Пермяков — Время как частный случай расстояния (о стихах Юлия Хоменко и Феликса Чечика). (Опубликовано в журнале Арион, номер 2, 2018)
- Евгений АБДУЛЛАЕВ — Вечер восьмерых. Восемь поэтических сборников 2017 года. (Опубликовано в журнале Дружба Народов, номер 3, 2018)
- Кирилл Ковальджи — О поэтах молодых и немолодых, живущих и погибших. (Опубликовано в журнале Дети Ра, номер 2, 2008)
- Василий Геронимус. ОДИН В ПОЛЕ ЯЗЫКА. (О книге: Юлий Хоменко. Облако на ладони. — М.: Время, 2017)
- Александр Правиков — Лебедь, рак и щука, или Воз русской поэзии (Опубликовано в журнале Знамя, номер 7, 2004)
- Марианна Ионова — Книги издательства «Воймега» (Опубликовано в журнале Знамя, номер 7, 2011)
- Александр ГОВОРКОВ — ПУТЕШЕСТВИЕ НА ВОСЬМОЕ НЕБО (Опубликовано в журнале «Кольцо А» № 72, 2014)
- Сергей Толстов — Под одним небом (Опубликовано в журнале Prosodia, 9.6.2022)

## Работы
Книги
- «Лётное поле» (Москва, «Пироскаф» 2024)
- «Небо в перьях» (Москва, «Воймега» 2022)
- «Облако на ладони» (Москва, «Время» 2017)
- «Восьмое небо» (Москва «Воймега» 2011)
- «Воздушные шары» (Журнал поэзии «Арион» Книжная серия. Москва. 2003)

Подборки
1. Новый мир (№ 7, 2024)
2. Интерпоэзия (№ 2, 2024)
3. Пролиткульт (№ 21, май 2024)
4. Интерпоэзия (№ 4, 2023)
5. Таволга (№ 3, июль 2023)
6. Пироскаф (№ 2, весна 2023)
7. Новая Юность (№ 1, 2023)
8. Литerraтура (Октябрь 2022 (№ 199))
9. Селфи с солнцем (Новая Юность, № 1, 2022
10. По локти в сонате (Новая Юность, № 1, 2021)
11. Ремонтно-строительные работы (Новая Юность, № 1 2020 [№ 154)]
12. Интерпоэзия — Международный журнал поэзии. Реквием
13. Арион — Журнал поэзии. № 1, 2019, № 4, 2018, № 2, 2017, № 3, 2016, № 2, 2015, № 3, 2014, № 3, 2013, № 4, 2012, № 4, 2011, № 3, 2010, № 4, 2009, № 4, 2008, № 4, 2007, № 3, 2006v, № 4, 2005, № 4, 2004, № 3, 2003, № 3, 2002, № 4, 2000
14. Юлий Хоменко. Список публикаций

Эссе
- «Полистилистика или история одного термина» («Арион», № 1, 2006)
- О книге Александра Говоркова «Краткостишия» (Зинзивер № 8 (52), 2013)